# Giesensdorf (Lichterfelde)

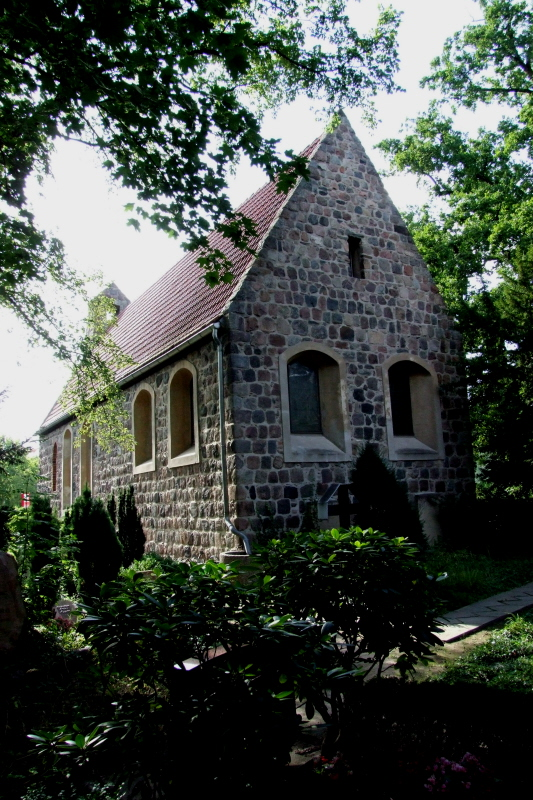
Dorfkirche Giesensdorf

Das ehemalige Dorf und Rittergut Giesensdorf ist seit 1878 ein Teil der Gemeinde Groß-Lichterfelde, die 1920 nach Groß-Berlin eingemeindet wurde. Es gehört zum Berliner Bezirk Steglitz-Zehlendorf.

## Geschichte

### 10.–15. Jahrhundert

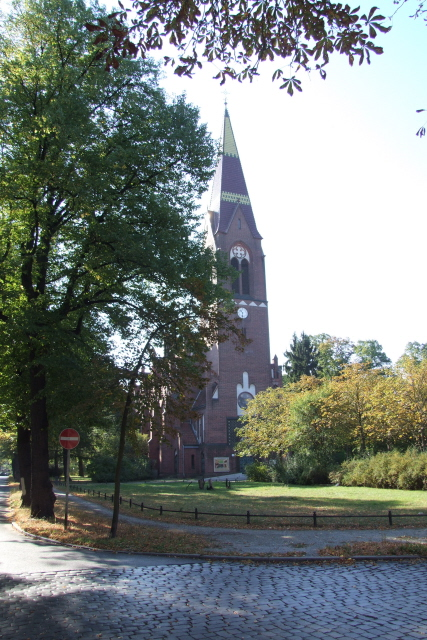
Petruskirche auf dem Oberhofer Platz

In der Nähe der Giesensdorfer Dorfkirche gab es seit dem 10. Jahrhundert eine slawische Siedlung, die Anfang des 13. Jahrhunderts aufgegeben wurde. Die umgesiedelten Slawen wirkten mit bei der Anlage des um 1230 errichteten Dorfes Giesensdorf, dessen Dorfform im 21. Jahrhundert nicht mehr erkennbar ist. Es handelte sich um ein Straßendorf längs des heutigen Ostpreußendamms, mit der Dorfkirche im Mittelpunkt, an der Abzweigung der Straße zum Nachbardorf Osdorf. Etwa um 1250 wurde mit dem Bau der Dorfkirche begonnen, und zwar mit der Osthälfte (Altarraum), fortgesetzt etwa um 1350.
Giesensdorf wurde 1299 als Ghiselbrechtstorp (Giesebrechtstorff) erstmals urkundlich erwähnt. Es gehörte zu dieser Zeit dem Markgrafen Otto IV. und gelangte um 1308 bis nach 1375 an den Bischof von Brandenburg. Er behielt die Einkünfte, während die übrigen Hebungen und Dienste weiterverliehen wurden. Nach dem Landbuch Kaiser Karls IV. umfasste das Dorf Gyselbrechtstorpp bzw. Gieseberchstorff im Jahr 1375 insgesamt 50 Hufe (rund 383 Hektar = 3,83 km²), davon drei Pfarrhufe und eine wüst liegende Wassermühle, aber keinen Krug.
Um 1400 fiel es wieder an den Markgrafen zurück. Er gab das Dorf vor 1429 bis nach an die Familie von Quast zu Saarmund, vor 1480–1792 an die Familie Gröben. Sie erhielten das gesamte Dorf nebst Ober- und Untergericht sowie das Kirchenpatronat. Danach wurde der Besitz geteilt und ein häufiger Besitzwechsel war die Folge. 1450 war Giesensdorf 50 Hufe groß, davon drei Pfarrhufe; es gab sieben Kötter und einen Hirten, die für die 47 Hufe Zinsen bezahlen mussten. 1480 waren sechs Hufe wüst gefallen, sechs weitere „verbrannt“, während die verbleibenden Hufe nach wie vor abgabenpflichtig waren. Von den sieben Köttern lebten aber nur noch vier im Ort.

### 16. und 17. Jahrhundert
1541 besaß der Pfarrer in Gisempsdorff (1542) drei Hufe, von denen er eine selbst bewirtschaftete. Er erhielt von allen Hufen die „30. Mandel“ sowie ein Drittel des Fleischzehnt. Er durfte auf dem See fischen und erhielt sieben Rauchhühner. Im Jahr 1546 gab es im Ort einen Schulzen und einen Krüger. Außerdem sind mehrere Hufnerhöfe benannt, darunter auch ein nicht näher benannter „Neuer Bauer“. Im Jahr 1608 hatte die Familie von der Gröben ihren Sitz in Giesensdorf. Vor dem Dreißigjährigen Krieg gab es im Ort elf Hufner, einen Kötter, einen Hirten sowie einen Hausmann. Sie bewirtschafteten 47 Hufe Land. Nach dem Krieg gab es nur noch einen Setzschulzen, zwei Bauern mit zwei Knechten sowie vier Kötter. Aus dem Jahr 1684 wurde vom Gutsbesitz derer von der Gröbens berichtet. Es bestand aus einem Haus, Hof und Ställen sowie neuneinhalb wüsten kontribuablen Hufe berichtet, die „er unterm Pflug“ hatte. Die Familie besaß die Schäfereigerechtigkeit, eine Windmühle, einen Weinberg und bezogen Einnahmen aus einem Fünfhufner, drei Vierhufnern, zwei Dreihufern sowie drei Bauern, die jedoch als im Besitz derer von Beeren gezählt wurden. Es gab weiterhin einen Kötter mit nur einem Hufe; ein Kötterhof war wüst. Der Küster bewohnte einen weiteren Kötterhof.

### 18. Jahrhundert
1711 arbeiteten im Ort neun Hufner, ein Kötter, einen Hirten, ein Junge sowie drei Paar Hausleute. Sie zahlten für die 47 Hufe je acht Groschen Abgaben. Aus dem Jahr 1713 war bekannt, dass die von Gröben 3⁄4 des Ober- und Untergerichts sowie des Kirchenpatronats besaßen. Ihr Anteil ging in Folge an die nachstehenden Personen:
- 1792–1803: von von Hake
- 1803–1804: von Grotthuß
- 1810: Erbjägermeister (Friedrich Detlef) Graf von Moltke
- 1817: von Billerbeck
- 1828: Alexander Bernhardt[3]
- 1840, 1847: von Rieben, (Freiherr) von Rieben, bis 1870[4]
- 1848: Heinrich Graf Pourtales-Gorgier,[5] Sohn[6] des James Alexander de Pourtalès-Gorgier
- 1855: N. N. Löwenhardt
- 1856: Zabel, Bohtz
- 1862–1864: Felix Prinz zu Hohenlohe-Oehringen[7][8]
- 1864: Graf Königsdorf
- 1865–1872: Johann Anton Wilhelm von Carstenn

Die zweite Hälfte wurde ebenfalls in schneller Folge weitergeben:
- 1630–1692: von Beer, seit 1669 im Pfandbesitz des von Krummensee
- 1692–1709: von Dankelman(n), Sylvester Jakob von Danckelman(n)
- 1709–1733: Kunow
- 1733–1738: von Brandhorst
- 1738–1746: von Kraut
- 1746–1770: Buder
- 1770–1775: Karl Friedrich von Jar(r)iges zu Lichterfelde, Geheimer Kriegsrat, ein Sohn des Großkanzlers Philipp Joseph von Jariges
- 1775–1783: Sohn des Johann Albrecht von Bülow-Lichterfelde, Carl Leopold Daniel von Bülow-Giesensdorf;[9] Sohn Carl von Bülow
- 1783: (Adolf) von Ludwig[10] zu Lichterfelde und seit der Zeit Zubehör des Guts Lichterfelde

Zwischenzeitlich lebten 1745 im Ort neun Bauern sowie ein Kötter; es gab einen Krug. Aus dem Jahr 1758 waren ein Fünfhufner, ein Viereinhalbhufner, fünf Vierhufner, ein Dreihufner sowie ein Kötter mit einem Hufen bekannt. 1771 bestanden im Ort zehn Giebel (= Wohnhäuser). Erstmals erschien ein Schmied, weiterhin ein Hirte und nur noch ein Paar Hausleute.

### 19.–21. Jahrhundert
1801 lebten in Dorf und Gut neun Ganzbauern, neun Kötter und vier Büdner. Es gab einen Krug sowie 17 Feuerstellen (= Haushalte). 1840 war der Ort auf 16 Wohnhäuser angewachsen. In diesem Jahr erschien erstmals ein Torfstich. 1858 waren es acht Hof- und Gutseigentümer mit 40 Knechten und Mägden sowie 25 Tagelöhnern. Es gab drei nebengewerbliche Landwirte mit einer Magd sowie zehn Arbeiter und drei Personen Gesinde. Giesensdorf zählte acht Besitzungen. Das Rittergut war mit 1480 Morgen die größte Besitzung. Sieben weitere Besitzungen waren zwischen 30 und 300 Morgen groß und kamen zusammen auf 1197 Morgen. Neben einem Grobschmiedemeister führte die Statistik drei Ortsarme. 1860 bestanden im Dorf drei öffentliche Gebäude. Hinzu kamen 12 Wohn- und 25 Wirtschaftsgebäude. Im Gut gab es sechs Wohn- und acht Wirtschaftsgebäude sowie eine Schäferei.
Der Unternehmer Carstenn erwarb 1865 die Güter Giesensdorf und Lichterfelde sowie Wilmersdorf mit dem Gebiet des späteren Friedenau, um auf diesen Flächen ausgedehnte Villenkolonien zu gründen.
Mit der Bebauung wuchsen Lichterfelde und Giesensdorf zusammen. Im Jahr 1877 erfolgte die Vereinigung und Aufsiedelung der Dörfer. Die Ortsbezeichnung Giesensdorf kam außer Gebrauch und lebt nur im Namen der evangelischen Kirchengemeinde Petrus-Giesensdorf, der Giesensdorfer Grundschule am Ostpreußendamm und der Giesensdorfer Straße weiter.

## Bevölkerungsentwicklung
| Jahr      | 1734 | 1772 | 1801 | 1817 | 1840 | 1858 |
| Einwohner | 108  | 119  | 115  | 107  | 149  |      |
| Dorf      |      |      |      |      |      | 129  |
| Gut       |      |      |      |      |      | 059  |

## Sehenswürdigkeiten
- Die Dorfkirche Giesensdorf, eine Feldsteinkirche im Kern aus dem 13. und 14. Jahrhundert, sowie das gegenüberliegende Gemeindehaus am Ostpreußendamm. Die Kirche ist nach der Dorfkirche Schmargendorf die zweitkleinste Dorfkirche Berlins.
- Die Petruskirche, eine neogotische Kirche aus dem Ende des 19. Jahrhunderts auf dem Oberhofer Platz als Symbol für die Zeit der Villenbebauung.